# Brasil en los Juegos Olímpicos de Pekín 2008
Brasil estuvo representado en los Juegos Olímpicos de Pekín 2008 por un total de 268 deportistas, 139 hombres y 129 mujeres, que compitieron en 28 deportes.
El portador de la bandera en la ceremonia de apertura fue el regatista Robert Scheidt.

## Medallistas
El equipo olímpico brasileño obtuvo las siguientes medallas:
| Nombre                                                               | Deporte     | Competición         |
| -------------------------------------------------------------------- | ----------- | ------------------- |
| Oro                                                                  |             |                     |
| Maurren Maggi                                                        | Atletismo   | Salto de longitud F |
| César Cielo                                                          | Natación    | 50 m libre M        |
| Equipo                                                               | Voleibol    | Torneo F            |
| Plata                                                                |             |                     |
| Equipo                                                               | Fútbol      | Torneo F            |
| Robert Scheidt Bruno Prada                                           | Vela        | Star M              |
| Equipo                                                               | Voleibol    | Torneo M            |
| Márcio Araújo Fábio Luiz Magalhães                                   | Vóley playa | Torneo M            |
| Bronce                                                               |             |                     |
| Rosemar Coelho Neto Lucimar de Moura Thaissa Presti Rosângela Santos | Atletismo   | 4 × 100 m F         |
| Vicente de Lima Sandro Viana Bruno de Barros José Carlos Moreira     | Atletismo   | 4 × 100 m M         |
| Equipo                                                               | Fútbol      | Torneo M            |
| César Cielo                                                          | Natación    | 100 m libre M       |
| Natália Falavigna                                                    | Taekwondo   | +67 kg F            |
| Fernanda Oliveira Isabel Swan                                        | Vela        | 470 F               |
| Ricardo Santos Emanuel Rego                                          | Vóley playa | Torneo M            |
| Ketleyn Quadros                                                      | Judo        | –57 kg F            |
| Leandro Guilheiro                                                    | Judo        | –73 kg M            |
| Tiago Camilo                                                         | Judo        | –81 kg M            |